# Rosemont (Metro Montreal)

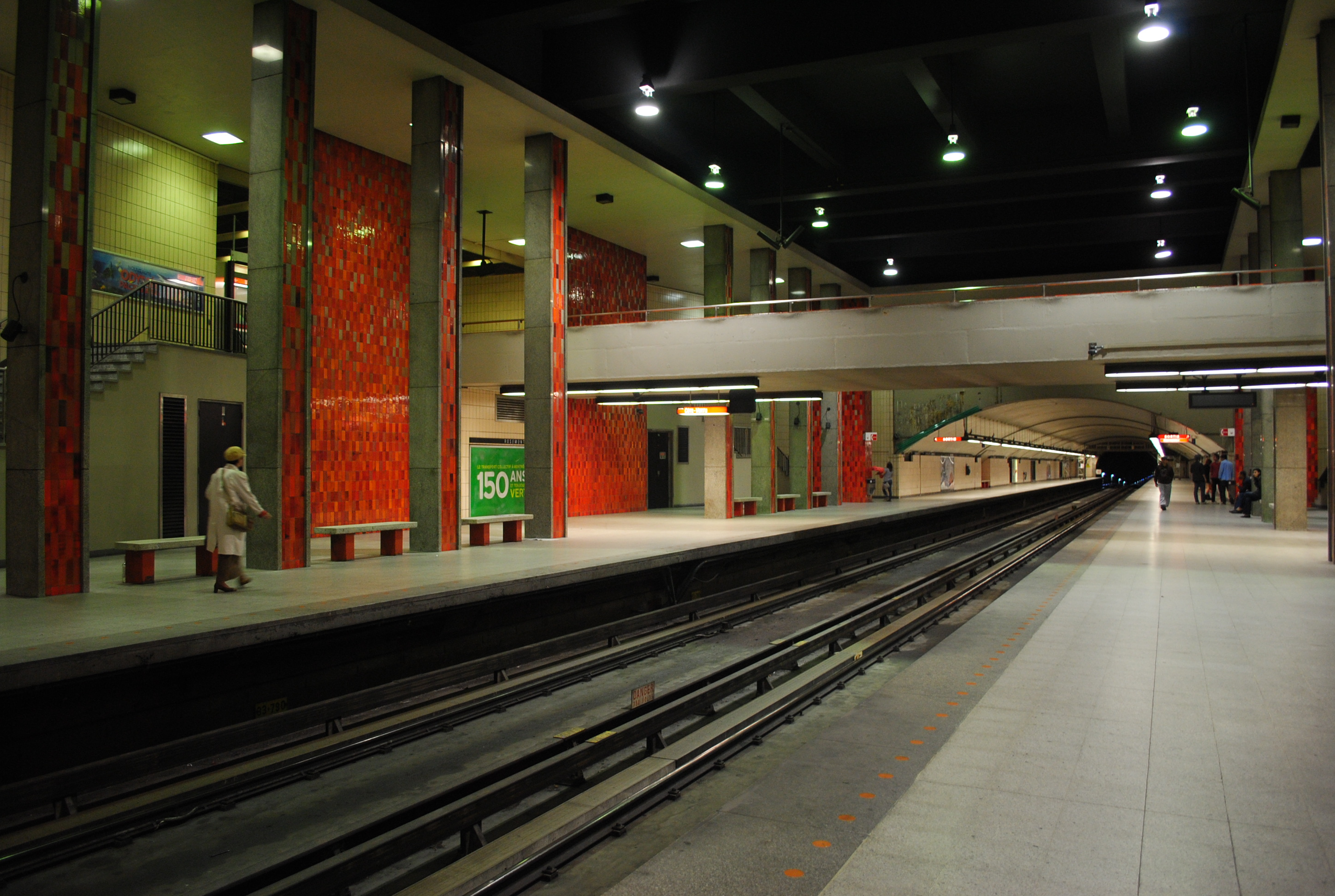
Blick auf die Bahnsteige

Rosemont ist eine U-Bahn-Station in Montreal. Sie befindet sich im Arrondissement Rosemont–La Petite-Patrie an der Kreuzung von Rue Saint-Denis und Boulevard de Rosemont. Hier verkehren Züge der orangen Linie 2. Im Jahr 2019 nutzten 3.355.489 Fahrgäste die Station, was dem 34. Rang unter den insgesamt 68 Stationen der Metro Montreal entspricht.

## Bauwerk
Die vom Architekturbüro Duplessis, Labelle et Derome entworfene Station entstand in offener Bauweise. Sie ist auf fast ihrer gesamten Länge zweigeschossig ausgeführt, was ihr einen weiträumigen Eindruck verleiht. Die Wände auf der Höhe der brückenartig konstruierten Verteilerebene sind abgeschrägt, was einen oktogonalen Grundriss ergibt. Wände und Pfeiler sind mit Fliesen in orangen und braunen Farbtönen verkleidet. Der Haupteingang ist in einem schieferfarbenen Pavillonbau zu finden; dieser wird durch Baldachine ergänzt, unter denen sich mehrere Bushaltestellen befinden.
In 11,6 Metern Tiefe befindet sich die Bahnsteigebene mit zwei Seitenbahnsteigen. Die Entfernungen zu den benachbarten Stationen, jeweils von Stationsende zu Stationsanfang gemessen, betragen 746,10 Meter bis Laurier und 541,10 Meter bis Beaubien. Es bestehen Anschlüsse an sechs Buslinien und zwei Nachtbuslinien der Société de transport de Montréal. In der Nähe befindet sich das Montrealer Karmelitinnenkloster.

## Geschichte
Die Eröffnung der Station erfolgte am 14. Oktober 1966, zusammen mit dem Teilstück Place-d’Armes–Henri-Bourassa der orangen Linie. Rosemont gehört somit zum Grundnetz der Montrealer Metro. Namensgeber ist der Boulevard de Rosemont. Dieser Name geht auf den Makler Ucal-Henri Dandurand zurück, der im Auftrag der Canadian Pacific Railway weitläufige Grundstücke für den Bau eines Rangierbahnhofs erwarb und einen kleinen Rest für den Wohnbau freigab. Die daraus entstehende Siedlung nannte er Rosemont, nach seiner Mutter Rose Phillips.